# Окотепек (муниципалитет Пуэблы)
Окотепек (исп. Ocotepec) — муниципалитет в Мексике, штат Пуэбла, с административным центром в одноимённом городе. Численность населения, по данным переписи 2010 года, составила 4 825 человек.

## Общие сведения
Название Ocotepec с языка науатль можно перевести как сосновая гора.
Площадь муниципалитета равна 80,4 км², что составляет 0,2 % от площади штата. Он граничит с другими муниципалитетами Пуэблы: на севере и востоке с Куйоако, на юге с Либресом, и на западе с Истакамаститланом.

## Учреждение и состав
Муниципалитет был образован в 1895 году, в его состав входит 38 населённых пунктов, самые крупные из которых:
| Населённый пункт                  | Численность населения (2005 год) | Численность населения (2010 год) |
| Всего                             | 4 519                            | 4 825                            |
| Гвадалупе-Виктория                | 1 480                            | 1 517                            |
| Окотепек (Административный центр) | 1 153                            | 1 268                            |
| Эль-Мирадор                       | 697                              | 737                              |
| Эль-Прогресо                      | 192                              | 254                              |
| Тетеми                            | 230                              | 239                              |

## Экономическая деятельность
Работоспособное население занято по секторам экономики в следующих пропорциях: сельское хозяйство и скотоводство — 72,8 %, обрабатывающая и производственная промышленность — 13,5 %, сфера услуг и туризма — 11,4 %.

## Инфраструктура
По данным муниципальных служб, инфраструктура развита следующим образом:
- электрификация: 100 %;
- водоснабжение: 100 %;
- водоотведение: 95 %.

## Туризм
Основные достопримечательности:
- Церковь Девы Канделярской, и муниципальная библиотека, построенные в XVI веке;
- Каньон Папастла, расположенный в 15 минутах езды на запад от Гвадалупе-Виктория;
- Река Тетельхунико, протекающая юго-западнее Эль-Мирадора.